# Brad Bridgewater
Bradley Michael "Brad" Bridgewater (ur. 29 marca 1973) – amerykański pływak. Złoty medalista olimpijski z Atlanty.
Specjalizował się w stylu grzbietowym. Igrzyska w 1996 były jego jedyną olimpiadą. Triumfował na dystansie 200 metrów, odnosząc tym samym największy sukces w karierze. Poza igrzyskami był medalistą m.in. mistrzostw świata na krótkim basenie (2000) i igrzysk panamerykańskich.